# Николаев, Леонид Васильевич
Леони́д Васи́льевич Никола́ев (10 мая 1904, Санкт-Петербург — 29 декабря 1934, Ленинград) — убийца руководителя Ленинградского обкома ВКП(б) Сергея Мироновича Кирова.
Член ВКП(б) с 1923 года. 1 декабря 1934 года выстрелом из револьвера убил С. М. Кирова в Смольном. Расстрелян по приговору Военной коллегии Верховного суда СССР 29 декабря 1934 года.

## Биография
Родился в семье ремесленника-кустаря, выходца из деревни Мальяковщина Гдовского уезда Петербургской губернии. Отец умер в 1907 году, Леонид воспитывался матерью, работавшей уборщицей в трамвайном парке. Учился в городском училище, затем — в совпартшколе.
Работал подмастерьем у слесаря. Вступил в ВКП(б) в 1923 году. В дальнейшем — партийный функционер и мелкий служащий. Работал в Выборгском райкоме ВЛКСМ, секретарём комсомольских организаций на заводах «Красная заря», «Арсенал», заводе им. Карла Маркса, заведующим отделом Лужского уездного комитета ВЛКСМ, в обществе «Долой неграмотность!», инспектором областного управления Наркомата рабоче-крестьянской инспекции, разъездным сотрудником комиссии Института истории партии Ленинградского обкома ВКП(б).
В 1933 году был переведён на работу в провинцию, однако переводиться не согласился и за раздутие из этого скандала на партсобрании был исключён из партии. В апреле 1934 года добился восстановления в рядах ВКП(б) с объявлением строгого выговора, но устроиться на работу не мог. Николаев, имея всего лишь половину начального образования, считал, что как член партии достоин высокой должности. Существует версия, что второй причиной его ненависти к Кирову была новость о том, что его жена Мильда Драуле стала любовницей Кирова. Однако данная версия не подтверждается никакими источниками.
На момент совершения убийства Николаев был безработным. В процессе следствия и последующего изучения историками обстоятельств убийства Кирова выяснилось, что Николаев накануне событий несколько раз посещал германское и эстонское консульства. После объявления о происшедшем рано утром 2 декабря консул Германии Рудольф Зоммер внезапно, без обычной процедуры уведомления уполномоченного Наркомата иностранных дел, выехал в Финляндию. «Был ли этот отъезд связан с выстрелами в Смольном или нет, остается загадкой», — говорит историк Ю. Н. Жуков.

## Убийство Кирова
Первую попытку убийства Кирова планировал совершить 15 октября 1934 года. Был задержан в этот день охраной возле дома, где проживал Киров, на улице Красных Зорь (ныне Каменноостровский проспект). Но после предъявления партийного билета и разрешения на оружие был отпущен.

Смольный

1 декабря 1934, предъявив часовому партийный билет, вошёл в здание Смольного. Около 16 часов 30 минут, увидев Кирова в коридоре третьего этажа, возле его кабинета выстрелил ему в затылок. Затем попытался покончить жизнь самоубийством, выстрелив в себя, но промахнулся и потерял сознание. Николаева задержали на месте преступления. Он находился в шоковом состоянии и был доставлен в психиатрическую больницу № 2, где после необходимых процедур пришёл в себя около девяти часов вечера.
Против Николаева, его близких и знакомых НКВД было начато уголовное дело об участии в подпольной зиновьевской организации, возглавляемой «ленинградским центром». Менее чем через месяц в 5:45 утра 29 декабря 1934 года Военная коллегия Верховного суда СССР приговорила Николаева к смертной казни, и всего через час после оглашения приговора он был расстрелян. Согласно показаниям конвоира, после оглашения приговора Николаев выкрикнул «Обманули!». Его жену Мильду Драуле сначала исключили из партии, а 10 марта 1935 года она была также расстреляна (в 1990 году реабилитирована).
Подверглись репрессиям и родственники Николаева (проживали по адресу Лесной проспект, д. 13/8, кв. 41):
- мать Мария Тихоновна Николаева (выслана Особым совещанием ОГПУ из Ленинграда на 4 года)[5][6],
- старшая сестра Екатерина Васильевна Рогачёва (сначала осуждена на 5 лет, отправлена в трудовой лагерь, расстреляна в 1938 году)[7][8],
- младшая сестра Анна Васильевна Пантюхина[9] и её муж Владимир Алексеевич Пантюхин (осуждены на 5 лет, отправлены в трудовой лагерь),
- брат по матери Пётр Александрович Николаев (расстрелян в 1935 г.) и его жена Анна Андреевна Николаева-Максимова (решением Особого Совещания НКВД СССР от 16.01.1935 выслана на 4 года),

а также родственники его жены — сестра Ольга Петровна Драуле (1905—1935) и её муж Роман Маркович Кулишер (расстреляны вместе с Мильдой в 1935 г.) и брат жены — Петр Петрович Драуле.
Сын Николаева — Маркс Леонидович Драуле (1927—2021) был отдан в детский дом, и только в 2005 году по собственному заявлению признан Генпрокуратурой жертвой политических репрессий. Умер 10 августа 2021 года в возрасте 93 лет в Белогорске Амурской области, оставил воспоминания. Судьба второго сына, Леонида (р. 1931), неизвестна.
Вместе с Николаевым были репрессированы и расстреляны ещё тринадцать человек по делу о так называемом «ленинградском центре» (в том числе друзья детства Леонида Николаева), а затем многие их родственники и знакомые.
Николаев реабилитирован не был.

## Семья
Был женат. Супруга Мильда Драуле — член ВКП(б) с 1919 года, до 1933 года работала в Ленинградском обкоме ВКП(б), затем — в аппарате уполномоченного Наркомата лёгкой промышленности по Ленинградской области.
Сыновья — Маркс (1927—2021) и Леонид (род. 1931).
Семья проживала в кооперативном доме по адресу Батенина улица, дом 9/39, кв. 17, в отдельной квартире из трёх комнат.

## В кинематографе
- Художественный фильм «Миф о Леониде» (1991)
- Сериал «Власик. Тень Сталина» (2017)